# Edward Boniecki
Edward Boniecki (ur. 7 grudnia 1962) – polski historyk literatury, eseista, krytyk literacki. Profesor Instytutu Badań Literackich Polskiej Akademii Nauk. Współpracownik Pracowni Literatury Modernizmu w Europie Środkowo-Wschodniej w Instytucie Literatury Polskiej Uniwersytetu Warszawskiego.
Studiował polonistykę (Uniwersytet Warszawski) i filozofię (Akademia Teologii Katolickiej). Doktoryzował się w 1993 pracą Struktura „nagiej duszy”. Studium o Stanisławie Przybyszewskim, habilitował w 1999 pracą Modernistyczny dramat ciała. Maria Komornicka. Publikował m.in. w „Znaku”, „Odrze”, „Twórczości”, „Pamiętniku Literackim”, „Muzyce” i włoskim kwartalniku „Prometeo”. Interesują go zagadnienia antropologiczne literatury Młodej Polski oraz związki między literaturą a innymi sztukami, zwłaszcza muzyką. Znawca spuścizny Karola Szymanowskiego, uczestnik międzynarodowych konferencji muzykologicznych, jeden z autorów Encyklopedii Muzycznej PWM. Laureat Nagrody im. Karola Szymanowskiego (2015).

## Publikacje książkowe
- Struktura „nagiej duszy”. Studium o Stanisławie Przybyszewskim, Wydawnictwo IBL PAN, Warszawa 1993;
- Modernistyczny dramat ciała. Maria Komornicka, Wydawnictwo IBL PAN, Warszawa 1998.
- „Duch się we mnie wichrzy”. Tadeusz Miciński wobec zagadki człowieka, Wydawnictwo Sic!, Warszawa 2000.
- Archaiczny świat Bolesława Leśmiana. Studium historycznoliterackie, Wydawnictwo słowo/obraz terytoria, Gdańsk 2008.
- Maria Komornicka, Listy, zebrał i opracował Edward Boniecki, Muzeum Historyczne m.st. Warszawy, Warszawa 2011.
- Ja niegdyś Roger... Studia i szkice literackie o Karolu Szymanowskim, Wydawnictwo Aspra, Warszawa 2014.
- Stanowiliśmy odrębną grupę... Cztery studia o modernizmie warszawskim, Wydawnictwo Neriton, Warszawa 2020.